# Tourmignies
Tourmignies est une commune française, située dans le département du Nord en région Hauts-de-France.
Le nom jeté des habitants de Tourmignies est les berlafards.

## Géographie

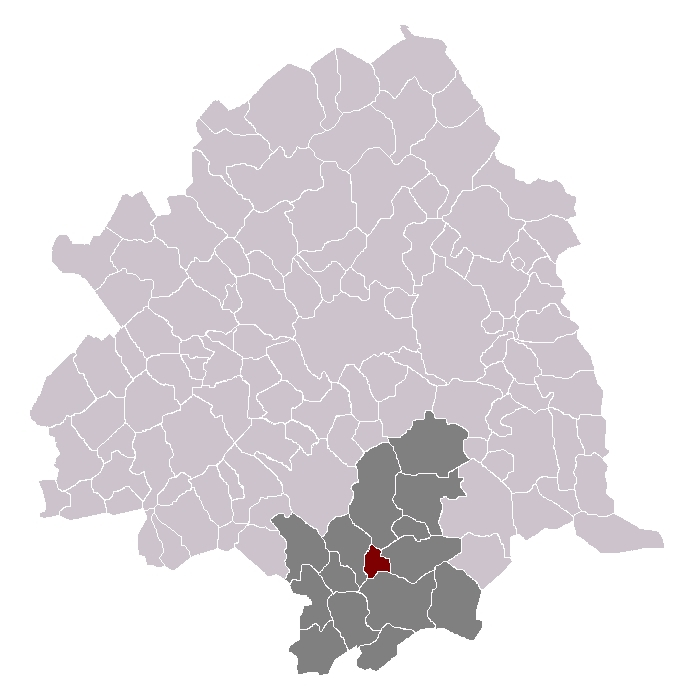
Tourmignies dans son canton et son arrondissement.

### Situation
Tourmignies est située à l'est de la forêt domaniale de Phalempin et à 2,4 km de Mérignies, 2,7 km d'Attiches, 3,7 km d'Avelin, 5,1 km de Thumeries et 4,6 km de Mons-en-Pévèle.

### Communes limitrophes
|          | Avelin         |           |
| Attiches | Tourmignies    | Mérignies |
|          | Mons-en-Pévèle |           |

### Hydrographie

#### Réseau hydrographique
La commune est située dans le bassin Artois-Picardie. Elle est drainée par la Marque,.
La Marque, d'une longueur de 32 km, prend sa source dans la commune de Thumeries et se jette  dans le canal de Roubaix à Wasquehal, après avoir traversé 25 communes. 

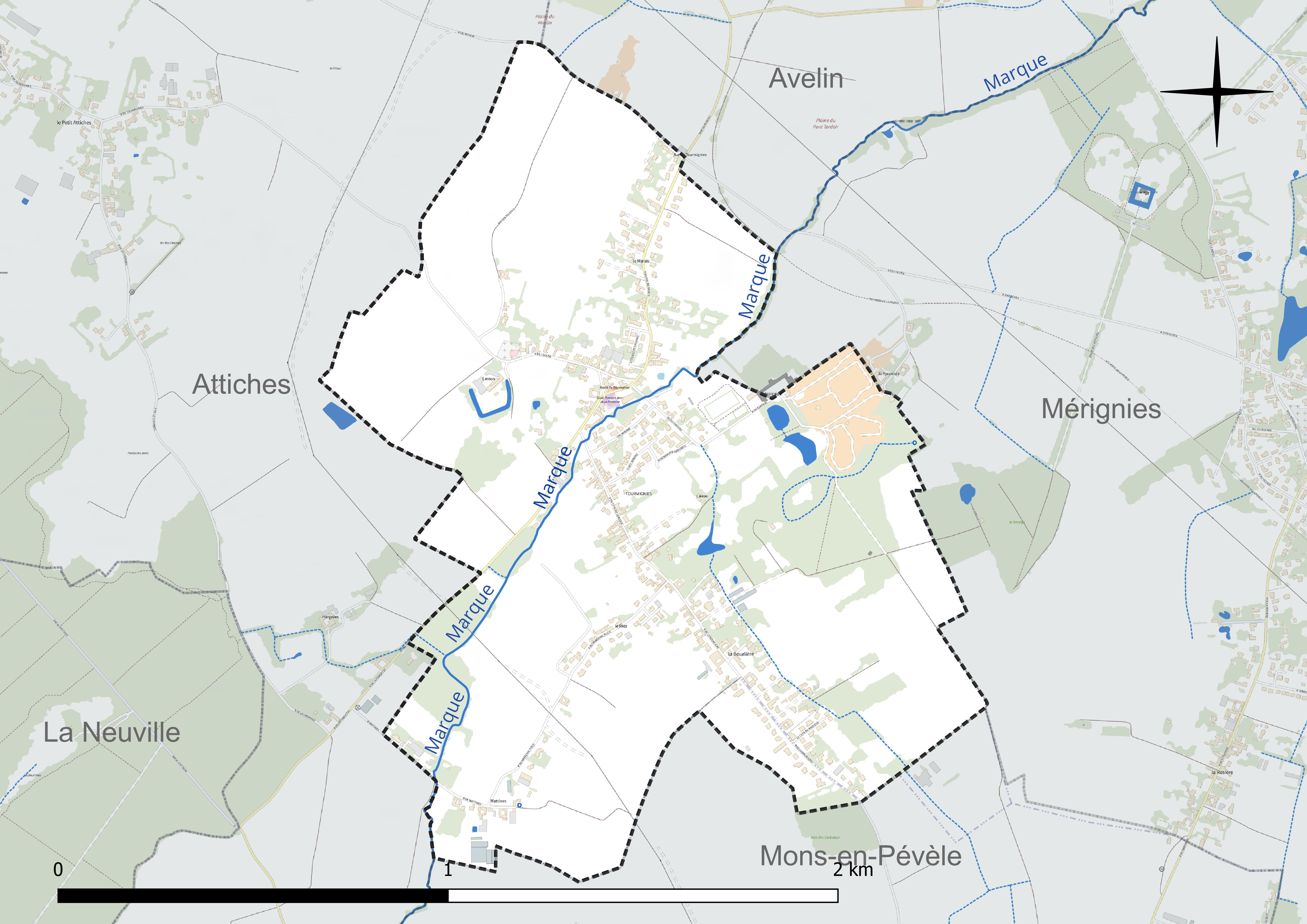
Réseau hydrographique de Tourmignies.

#### Gestion et qualité des eaux
Le territoire communal est couvert par le schéma d'aménagement et de gestion des eaux (SAGE) « Marque Deûle ». Ce document de planification concerne un territoire de 1 120 km2 de superficie, délimité par les bassins versants de la Marque et de la Deûle, formant une vaste cuvette sédimentaire de 40 km de long et de 25 km de large, où la pente est très faible. Le périmètre a été arrêté le 2 décembre 2005 et le SAGE proprement dit a été approuvé le 9 mars 2020. La structure porteuse de l'élaboration et de la mise en œuvre est la Métropole européenne de Lille. 
La qualité des cours d'eau peut être consultée sur un site dédié géré par les agences de l'eau et l'Agence française pour la biodiversité. 

### Climat
Pour des articles plus généraux, voir Climat des Hauts-de-France et Climat du Nord.
En 2010, le climat de la commune est de type climat océanique dégradé des plaines du Centre et du Nord, selon une étude du CNRS s'appuyant sur une série de données couvrant la période 1971-2000. En 2020, Météo-France publie une typologie des climats de la France métropolitaine dans laquelle la commune est exposée à un climat océanique et est dans la région climatique  Nord-est du bassin Parisien, caractérisée par un ensoleillement médiocre, une pluviométrie moyenne régulièrement répartie au cours de l'année et un hiver froid (3 °C).
Pour la période 1971-2000, la température annuelle moyenne est de 10,5 °C, avec une amplitude thermique annuelle de 14,5 °C. Le cumul annuel moyen de précipitations est de 677 mm, avec 11,6 jours de précipitations en janvier et 8,5 jours en juillet. Pour la période 1991-2020, la température moyenne annuelle observée sur la station météorologique la plus proche, située sur la commune de Cappelle-en-Pévèle à 6 km à vol d'oiseau, est de 11,1 °C et le cumul annuel moyen de précipitations est de 736,6 mm,. Pour l'avenir, les paramètres climatiques de la commune estimés pour 2050 selon différents scénarios d'émission de gaz à effet de serre sont consultables sur un site dédié publié par Météo-France en novembre 2022.

## Urbanisme

### Typologie
Au 1er janvier 2024, Tourmignies est catégorisée petite ville, selon la nouvelle grille communale de densité à sept niveaux définie par l'Insee en 2022.
Elle est située hors unité urbaine. Par ailleurs la commune fait partie de l'aire d'attraction de Lille (partie française), dont elle est une commune de la couronne,. Cette aire, qui regroupe 201 communes, est catégorisée dans les aires de 700 000 habitants ou plus (hors Paris),.

### Occupation des sols
L'occupation des sols de la commune, telle qu'elle ressort de la base de données européenne d'occupation biophysique des sols Corine Land Cover (CLC), est marquée par l'importance des territoires agricoles (62,4 % en 2018), en diminution par rapport à 1990 (90,7 %). La répartition détaillée en 2018 est la suivante : 
terres arables (53,6 %), zones urbanisées (25,3 %), forêts (12,2 %), zones agricoles hétérogènes (8,9 %). L'évolution de l'occupation des sols de la commune et de ses infrastructures peut être observée sur les différentes représentations cartographiques du territoire : la carte de Cassini (XVIIIe siècle), la carte d'état-major (1820-1866) et les cartes ou photos aériennes de l'IGN pour la période actuelle (1950 à aujourd'hui).

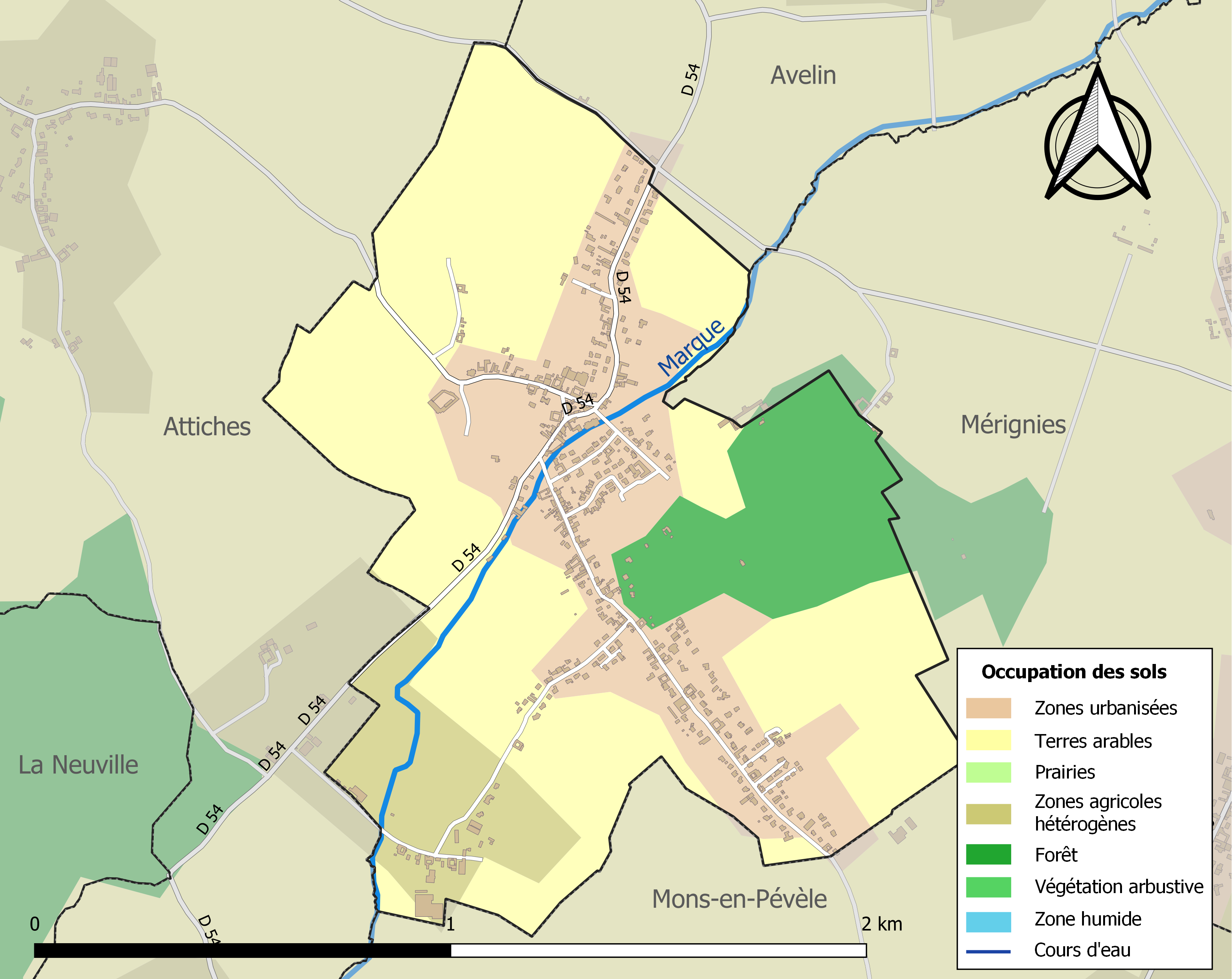
Carte des infrastructures et de l'occupation des sols de la commune en 2018 (CLC).

## Toponyme
Noms anciens : Tourmegnies, en 1187, par titre de Saint-Piat, à Seclin (Mirœus). Thormengnies, 1222, cart. de l'abbaye de Vicognc.
Tourmingnies, 1387, cart. de Loos. Tormengny.Tormengy.
Le nom viendrait d'un anthroponyme germanique, Thuramǣr : Thuramǣriacas, « appartenant à Thuramǣr » (nom formé de þuran, oser et de mǣri-, renommé).

## Histoire
L'autel de Tourmignies, un terrage et d'autres revenus appartenaient au chapitre de Seclin, qui fut confirmé dans cette possession par une bulle du pape Clément III, 26 mars 1187.
La famille d'Assignies marque l'histoire de la commune, où elle possède des biens dont le domaine d'Assignies, sur lequel se trouve le vestige du château d'Assignies.
En 1478, Luc de Cuinghien, écuyer, époux de Jeanne du Bosquiel, est seigneur de Tourmignies.
La paroisse est le siège d'une seigneurie dénommé Scherbourg située sur Tourmignies, détenue aux XVIIe et XVIIIe siècles par la famille Scherer devenue ensuite Scherer de Scherbourg.
Diethelm Scherer, natif et originaire de Saint-Galle en Suisse, principauté de l'Empire (Saint-Empire romain germanique), né le 9 janvier 1597, fils de Christophe assesseur au grand conseil de Saint-Galle et d'Anna Hegner, s'établit à Lille en 1626. Il reçoit le 10 juillet 1646, des lettres données à Linz par l'empereur Ferdinand III, le faisant noble et l'autorisant lui et ses descendants à prendre la qualité de chevalier banneret et de porter le nom de Scherer de Scherbourg. Il a été officier au service de l'Espagne pendant la Guerre de Trente Ans. Protestant d'origine converti au catholicisme, il aurait été fait chevalier de l'Ordre de l'Éperon d'or, ordre de chevalerie pontifical. À Lille, il est marchand, bourgeois de Lille le 3 octobre 1626. Il épouse à Lille le 20 juin 1635 Catherine Le Chire (1616-1648), fille de Jean et d'Élisabeth Persant, Catherine nait le 18 décembre 1616 et meurt le 12 octobre 1648.
Guillaume-Eubert Scherer (1643-1720), écuyer puis chevalier, seigneur de Scherbourg, Le Prée et de Tourmignies, acquise en 1694, est le fils de Diethelm. Il est baptisé à Lille le 18 février 1643, est d'abord négociant, devient bourgeois de Lille le 31 mars 1675, est confirmé dans sa noblesse et dans sa chevalerie par les États généraux des Provinces Unies le 16 mai 1710 à qui il avait adressé une demande en ce sens. Il meurt le 25 août 1720, à 77 ans, est inhumé dans l'église de Tourmignies. Il épouse à Lille le 13 février 1675 Marie-Catherine Ricourt (1653-1699), fille de Jean, marchand teinturier, bourgeois de Lille, et de Marie Briez. Elle est baptisée à Lille  le 19 octobre 1653) et meurt le 13 mai 1699,. Une autre version fait de l'épouse la fille de Sébastien Ricourt et de Marie Lefebvre.
Gabriel-Eubert Scherer(1679-1766), fils de Guillaume-Eubert, est chevalier, seigneur de Scherbourg, de Laprée (ou La Prée). Baptisé à Lille le 19 août 1679, bourgeois de Lille le 16 mai 1708, il est créé chevalier par Philippe V  le 16 mai 1710. Il meurt en 1766, à 86 ans, est enterré dans la chapelle Notre Dame de Tongres de l'église Sainte-Catherine de Lille le 14 janvier 1766. Il prend pour femme à Lille le 17 octobre 1707 Isabelle-Catherine Carpentier (1682-1742), fille d'Anselme et de Marie-Jeanne le Gentil. L'épouse nait le 6 août 1682 et meurt le 10 février 1742.
Gabriel-Eubert-Joseph Scherer de Scherbourg (1710-1787), chevalier, est seigneur de Tourmignies, Laprée, Scherbourg. Fils de Gabriel-Eubert, il est baptisé à Lille le 28 janvier 1710, devient bourgeois de Lille le 22 mars 1746. Échevin de Lille, une ordonnance du 25 novembre 1745 l'inscrit au rôle des nobles de Flandre. Il meurt à Lille le 12 mars 1787, à 77 ans. Il épouse à Lille le 21 septembre 1745 Marie-Alexandrine Hespel (1715-1781), ( Famille d'Hespel) dame de Vendeville (les hommes sont seigneur de, les femmes sont dame de), Beaumanoir. Fille de Jean-Baptiste, écuyer, seigneur de Vendeville, bourgeois de Lille, receveur des Bonnes filles (hôpital pour orphelines), elle est baptisée à Lille le 3 juin 1715 et meurt à Lille le 14 juin 1781 à 66 ans,.
Alexandre-Joseph Scherer de Scherbourg (1747-1790), chevalier, fils de Gabriel-Eubert-Joseph, est seigneur de Tourmignies, Ricarmez, Scherbourg, Vendeville. Il nait à Tourmignies le 3 juillet 1747, devient bourgeois de Lille le 7 août 1770. Il meurt à Douai le 30 juin 1790 de la chute d'une planche tombée du beffroi, est inhumé à Seclin le 1er juillet 1790. Il épouse à Lille le 8 janvier 1770 Élisabeth-Françoise-Pélagie Percourt (1750-1827), dame de Le Becq, fille de Gilbert-François-Joseph, écuyer, seigneur de le Becq, bourgeois de Lille, et d'Élisabeth-Thérèse (ou Charlotte-Thérèse) Lefebvre, dame de Schoonvelde, d'Egouthières. L'épouse est baptisée à Lille le 30 juillet 1750 et meurt le 7 octobre 1827, à 77 ans. Pendant la Révolution française, elle se réfugie à Seclin avec sa fille Julie, mais est cependant inscrite sur la liste des émigrés. Elle n'en est rayée que le 9 fructidor an IX (27 août 1801).
Au moment de la Révolution française, la seigneurie est détenue par Louis-Alexandre-Joseph Scherer de Scherbourg (1771-1847), chevalier, fils d'Alexandre-Joseph. Il est baptisé à Lille le 26 août 1771 et meurt le 16 septembre 1847, à l'âge de 76 ans. Il épouse Marie-Rosalie-Sophie-Joseph de Surmont (1784-1860), fille de Philippe-Jacques-Joseph, écuyer, seigneur de Bersée, bourgeois de Lille, conseiller secrétaire du roi, et de Marie-Sabine-Joseph de Madre. Elle est baptisée à Lille le 24 décembre 1784 et meurt à Lille le 16 mai 1860 à 76 ans.
Pendant les deux guerres mondiales, Tourmignies fut occupée par les troupes allemandes. Durant la Première Guerre mondiale, leur présence se matérialise par la construction d'un blockhaus et d'une Kommandantur situés rue du Général-de-Gaulle. Ces bâtiments, aujourd'hui propriétés privées, jouxtaient un vaste terrain alors utilisé comme aérodrome militaire.

## Héraldique
| Blason de Tourmignies | Blason  | De gueules à la fasce d'hermine. |
| Blason de Tourmignies | Détails |                                  |

## Politique et administration
Maire en 1802-1803 :J. J. Cauvez.
Maire en 1807 : Bottel.

Maire en 1881 : Cambier.
| Période                                  | Période  | Identité                                      | Étiquette | Qualité |
| ---------------------------------------- | -------- | --------------------------------------------- | --------- | ------- |
| mars 2001                                | 2005     | Jean-Louis Wambre                             |           |         |
| 2005                                     | En cours | Alain Duchesne Réélu pour le mandat 2020-2026 | MoDem     |         |
| Les données manquantes sont à compléter. |          |                                               |           |         |

## Population et société

### Démographie

#### Évolution démographique
L'évolution du nombre d'habitants est connue à travers les recensements de la population effectués dans la commune depuis 1793. Pour les communes de moins de 10 000 habitants, une enquête de recensement portant sur toute la population est réalisée tous les cinq ans, les populations de référence des années intermédiaires étant quant à elles estimées par interpolation ou extrapolation. Pour la commune, le premier recensement exhaustif entrant dans le cadre du nouveau dispositif a été réalisé en 2004.

En 2022, la commune comptait 950 habitants, en évolution de +6,62 % par rapport à 2016 (Nord : +0,51 %, France hors Mayotte : +2,11 %).
| 1793 | 1800 | 1806 | 1821 | 1831 | 1836 | 1841 | 1846 | 1851 |
| ---- | ---- | ---- | ---- | ---- | ---- | ---- | ---- | ---- |
| 363  | 363  | 378  | 407  | 503  | 502  | 499  | 495  | 501  |

| 1856 | 1861 | 1866 | 1872 | 1876 | 1881 | 1886 | 1891 | 1896 |
| ---- | ---- | ---- | ---- | ---- | ---- | ---- | ---- | ---- |
| 520  | 550  | 543  | 577  | 554  | 540  | 536  | 565  | 520  |

| 1901 | 1906 | 1911 | 1921 | 1926 | 1931 | 1936 | 1946 | 1954 |
| ---- | ---- | ---- | ---- | ---- | ---- | ---- | ---- | ---- |
| 538  | 564  | 572  | 553  | 540  | 523  | 503  | 505  | 509  |

| 1962 | 1968 | 1975 | 1982 | 1990 | 1999 | 2004 | 2006 | 2009 |
| ---- | ---- | ---- | ---- | ---- | ---- | ---- | ---- | ---- |
| 534  | 505  | 576  | 596  | 615  | 756  | 707  | 694  | 686  |

| 2014 | 2019 | 2022 | - | - | - | - | - | - |
| ---- | ---- | ---- | - | - | - | - | - | - |
| 837  | 903  | 950  | - | - | - | - | - | - |

#### Pyramide des âges
La population de la commune est relativement jeune.
En 2018, le taux de personnes d'un âge inférieur à 30 ans s'élève à 36,5 %, soit en dessous de la moyenne départementale (39,5 %). À l'inverse, le taux de personnes d'âge supérieur à 60 ans est de 17,7 % la même année, alors qu'il est de 22,5 % au niveau départemental.
En 2018, la commune comptait 448 hommes pour 448 femmes, soit un taux de 50 % de femmes, légèrement inférieur au taux départemental (51,77 %).
Les pyramides des âges de la commune et du département s'établissent comme suit.
| Hommes | Classe d’âge | Femmes |
| ------ | ------------ | ------ |
| 0,0    | 90 ou +      | 0,9    |
| 2,3    | 75-89 ans    | 3,8    |
| 13,5   | 60-74 ans    | 14,9   |
| 22,7   | 45-59 ans    | 19,4   |
| 22,5   | 30-44 ans    | 27,0   |
| 16,0   | 15-29 ans    | 11,3   |
| 23,0   | 0-14 ans     | 22,7   |

| Hommes | Classe d’âge | Femmes |
| ------ | ------------ | ------ |
| 0,5    | 90 ou +      | 1,4    |
| 5,3    | 75-89 ans    | 8,1    |
| 14,8   | 60-74 ans    | 16,2   |
| 19,1   | 45-59 ans    | 18,4   |
| 19,5   | 30-44 ans    | 18,7   |
| 20,7   | 15-29 ans    | 19,1   |
| 20,2   | 0-14 ans     | 18     |

## Lieux et monuments

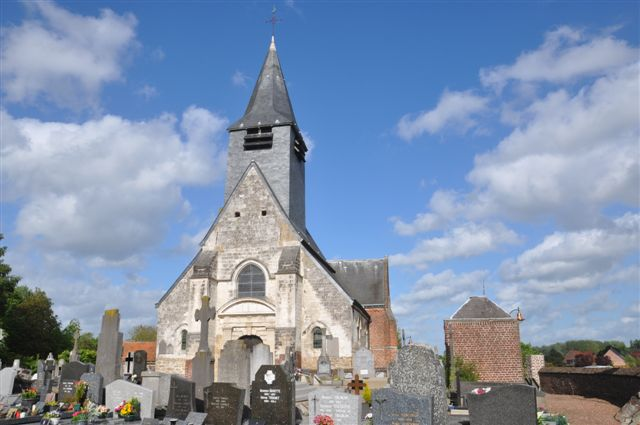
Église Saint-Pierre

L'église Saint-Pierre-à-Antioche est classée Monument historique. Le patronyme est Chaire de Saint-Pierre à Antioche. Cette fête célèbre le pouvoir spirituel de Pierre, tant en orient (Antioche) qu'en occident (Rome). L'église est citée pour la première fois dans les textes en 1188. Elle dépendait de Seclin qui nommait le curé. Dans l'église, on y voit des fonts baptismaux en pierre de Tournai, qui portent une inscription. Il y existe une pierre tumulaire à la mémoire de M. Scherer de Vendeville, écuyer, officier des gardes wallonnes.

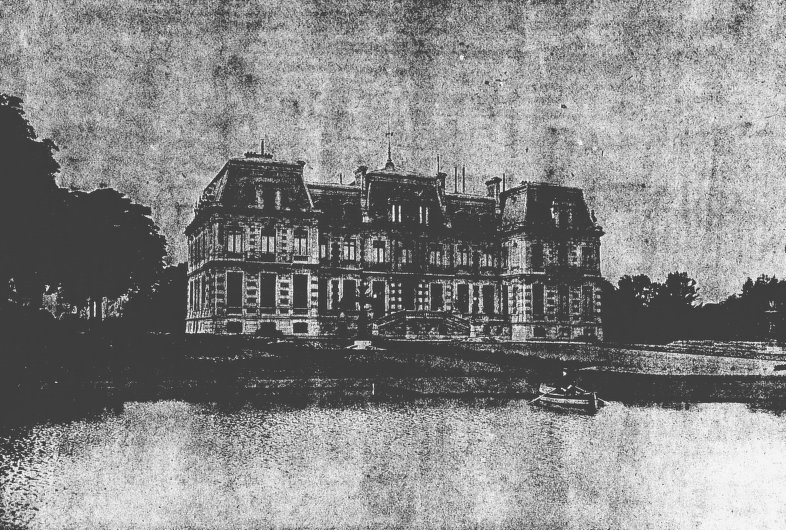
Château d'Assignies

Le château d'Assignies, (Famille d'Assignies) construit entre 1870 et 1876 d'après les plans de Léon Ohnet et Henri Meurillon, appartenait à la famille industrielle lilloise des Boutry-Van Isselstein. Il a été détruit lors de la Première Guerre mondiale, en 1917.

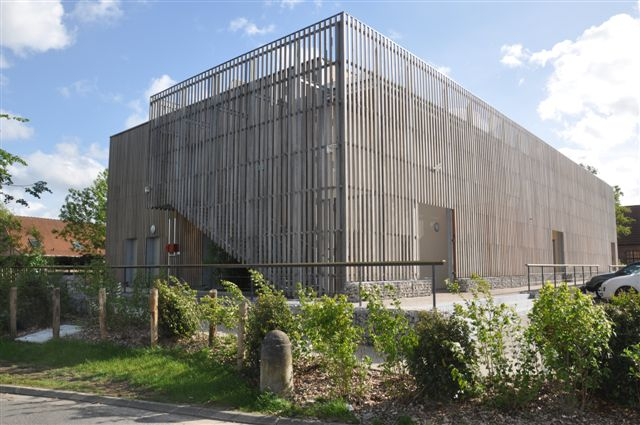
Salle Robert Bonte

Présentation de la salle des fêtes "Robert Bonte" située en face de la mairie de Tourmignies. Cette salle a été construite dans les années 1970, sous le mandat de Robert Bonte. Déconstruction en 2012, elle a été reconstruite en 2013 par l'architecte Boualem Chelouti.

## Personnalités liées à la commune
- Gillon de Tourmignies[38], d’après la tradition locale, ce chevalier de la famille d’Assignies aurait donné son nom à Tourmignies.
- Guillaume-Eubert Scherer (1643-1720), noble d’origine suisse, fils de Diethelm Scherer, anobli au service de l’Empire.
- Henri Boutry (1806-1890), industriel du textile (spécialisé dans le lin) et bienfaiteur[39].
- Désiré-Joseph Dennel (1822-1891), futur évêque, y a passé toute son enfance[40].

## Pour approfondir